# Sasso di Castalda
Sasso di Castalda (U Sàsse in dialetto lucano) è un comune italiano di 719 abitanti della provincia di Potenza in Basilicata.

## Geografia fisica

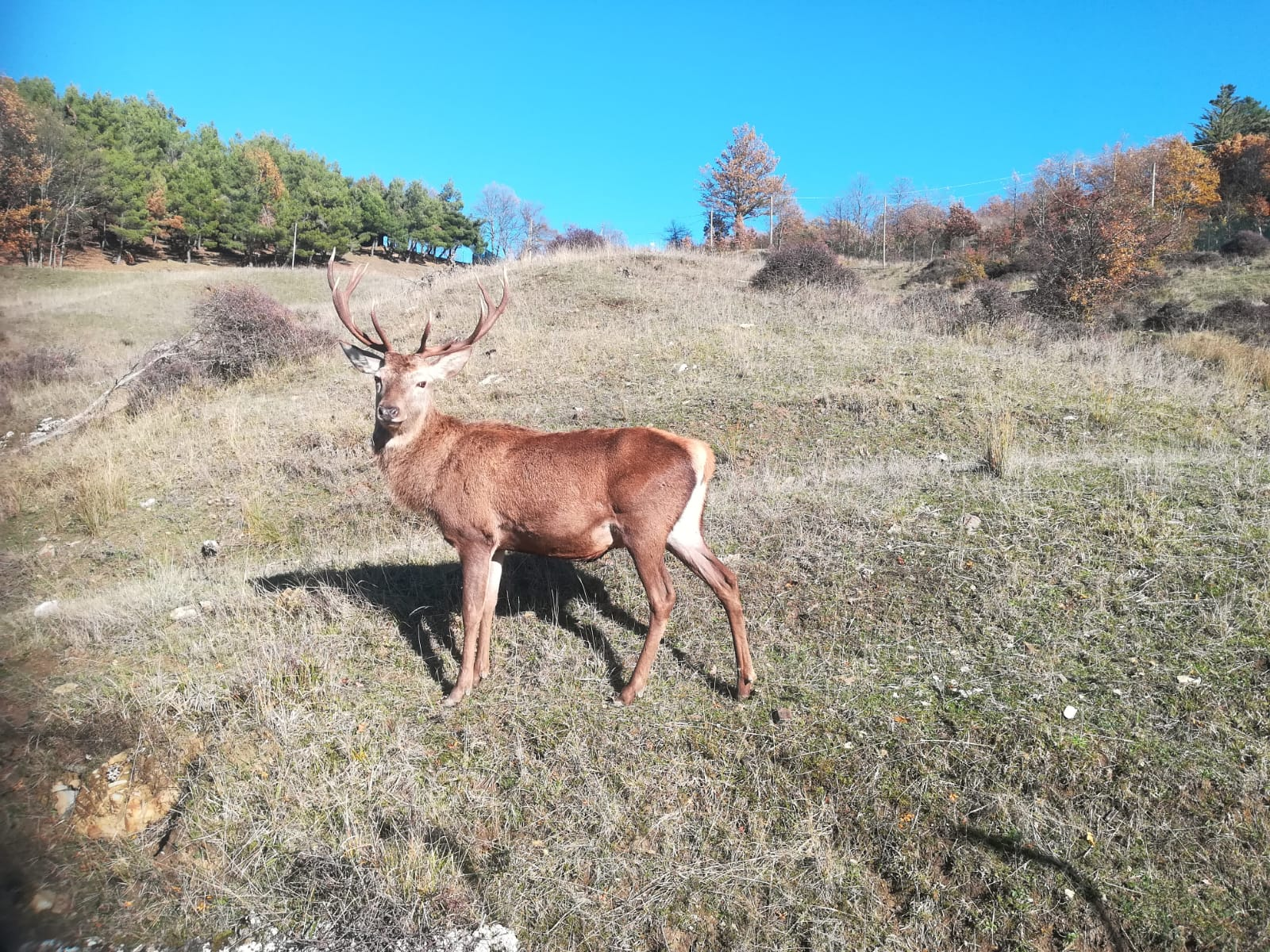
Sasso di Castalda, area faunistica del cervo

Sasso di Castalda si trova a 949 m s.l.m. e confina con Brienza, Satriano di Lucania, Marsico Nuovo, Tito, Abriola. Ricade nel parco nazionale dell'Appennino Lucano Val d'Agri Lagonegrese, ospita una area faunistica che conta numerosi cervi e nel suo territorio si sviluppa il Sentiero Frassati.

## Storia
Sorto intorno al 1068, il territorio è stato abitato sin dall'epoca romana in quanto poco distante vi era la Via Herculea.
Citato per la prima volta in un documento della seconda metà dell’XI secolo, fu una roccaforte normanna. Denominata per lungo tempo Sasso, ha assunto la denominazione attuale nel 1863. Dopo l’abolizione dei feudi, i moti risorgimentali e l’annessione al Regno d’Italia, partecipò ai successivi avvenimenti nazionali e agli ultimi due conflitti mondiali, risentendo dei tipici problemi del Meridione e in particolare dell’emigrazione. Del suo patrimonio storico-architettonico, fanno parte la chiesa dell’Immacolata, in cui è conservato un settecentesco busto di Sant’Emidio che protegge dai terremoti.

## Monumenti e luoghi d'interesse
- Chiesa dell'Immacolata
- Chiesa di San Rocco
- Cappella di San Michele
- Borgo Manche

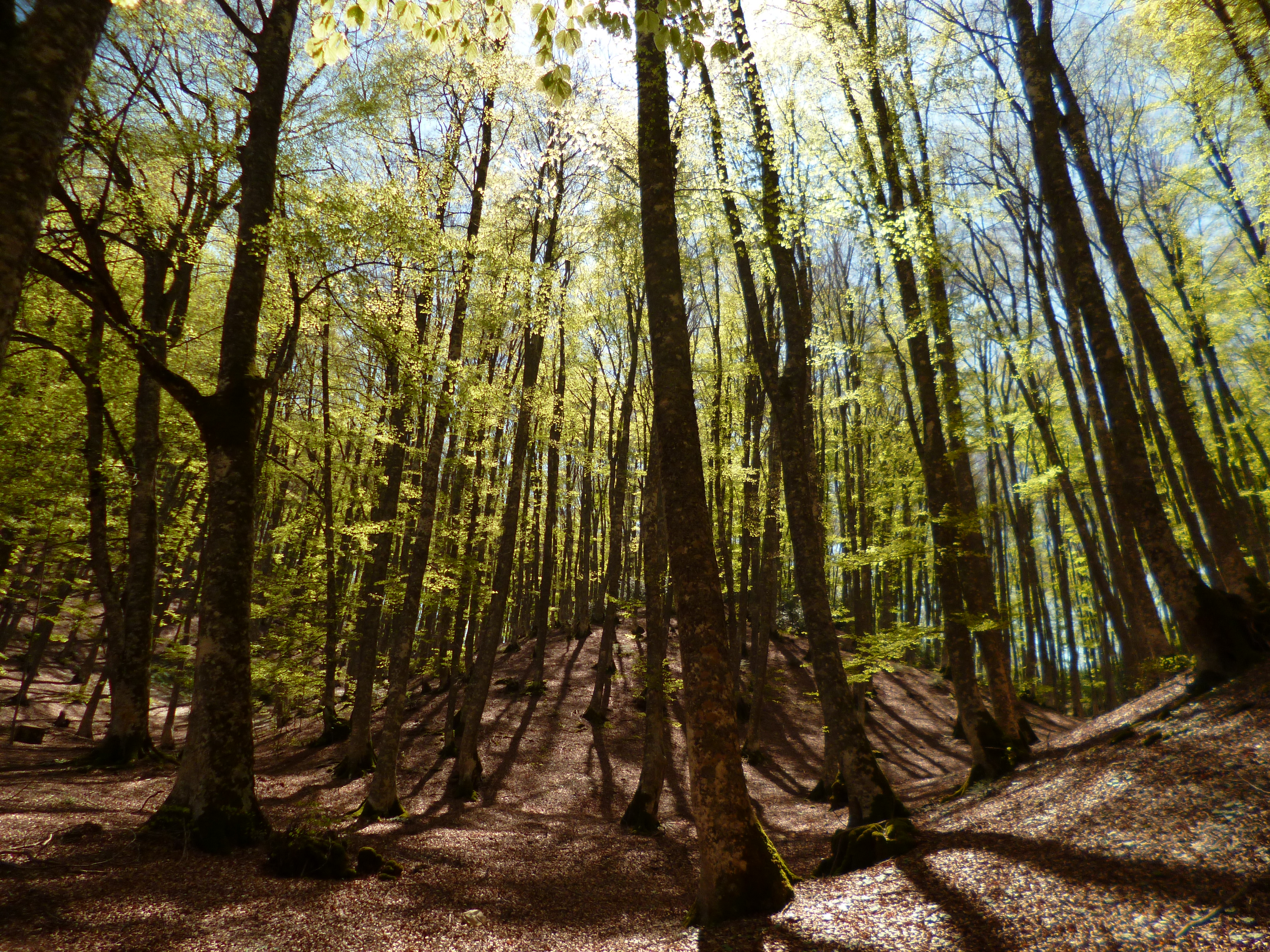
Sasso di Castalda, faggeta "la Costara"

- Impianto sciistico del monte Pierfaone
- Faggeta Costara
- Area faunista del cervo
- Ponte alla Luna, complesso di due ponti tibetani di 95 e 300 m in campata unica[7]

## Società

### Evoluzione demografica
Abitanti censiti

### Etnie e minoranze straniere
Al 31 dicembre 2007 a Sasso di Castalda risultano residenti 30 cittadini stranieri, che ammontano allo 0,49% della popolazione.

### Religione
La maggioranza della popolazione è di religione cristiana di rito cattolico; il comune appartiene all'Arcidiocesi di Potenza-Muro Lucano-Marsico Nuovo, con una parrocchia.

## Infrastrutture e trasporti

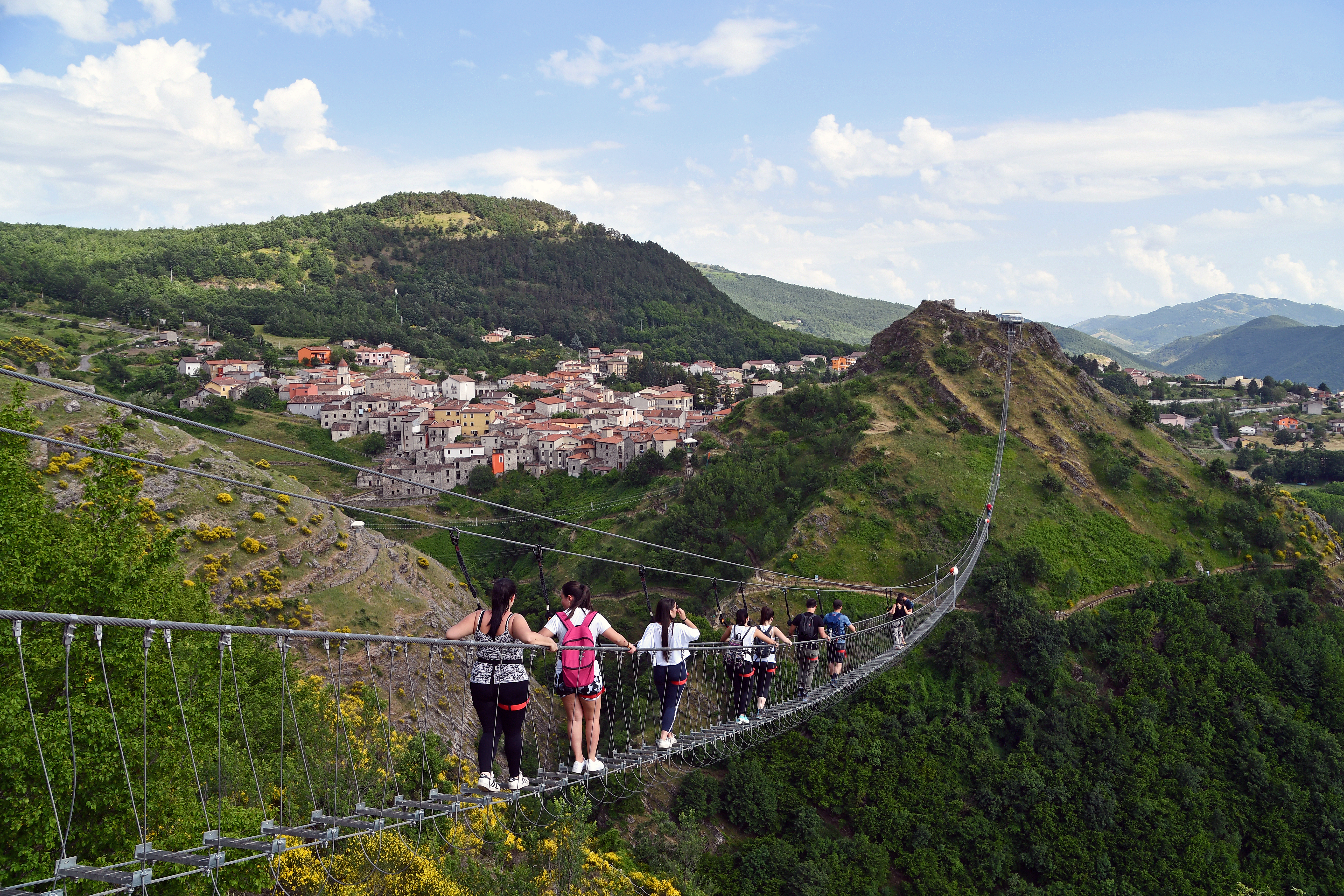
Ponte della luna

Il comune è interessato dalla Strada Provinciale 39 e dalla Strada statale 598 di Fondo Valle d'Agri.

## Amministrazione

### Altre informazioni amministrative
Il comune fa parte della Comunità montana Melandro.
L'attuale amministrazione è guidata dal sindaco Rocchino Nardo della lista civica Orizzonti Sassesi, eletto il 15/05/2023 con 278 voti.

## Turismo
Il 6 aprile del 2017 è stato inaugurato il "Ponte alla Luna", un macro attrattore di ponti tibetani. Il ponte più grande è alto circa 120 metri. Per attraversare i due ponti è necessario acquistare il biglietto di accesso. Nella zona sono presenti anche sentieri e ferrate ad accesso libero.